# Sundholm (efternamn)
Sundholm är ett svenskt efternamn. I september 2024 var 728 personer folkbokförda i Sverige med namnet.